# Liga Mundial de Voleibol de 1995
A Liga Mundial de Voleibol de 1995 foi a sexta edição do torneio anual organizado pela Federação Internacional de Voleibol. Foi disputada por doze países, de 19 de maio a 9 de junho. A Fase Final foi realizada em Belo Horizonte e Rio de Janeiro, no Brasil.

## Formato
Na primeira fase, as doze equipes foram divididas em três grupos e jogaram quatro vezes contra cada uma das outras do grupo (duas como mandante e duas como visitante). Classificaram-se para a fase final disputada no Rio de Janeiro, o Brasil (país-sede da fase final) os campeões e os vice-campeões de cada grupo.

## Equipes participantes
Equipes que participaram da edição 1995 da Liga Mundial integrando os seguintes grupos:
| Grupo A                                    | Grupo B                                      | Grupo C                                |
| ------------------------------------------ | -------------------------------------------- | -------------------------------------- |
| Brasil · Cuba · Espanha · Estados Unidos · | Bulgária · Grécia · Itália · Países Baixos · | China · Coreia do Sul · Japão · Rússia |

## Fase Intercontinental

### Grupo A
| Pos | Equipe         | Pts | V | D | SV | SP | SA    |
| --- | -------------- | --- | - | - | -- | -- | ----- |
| 1   | Brasil         | 19  | 7 | 5 | 26 | 21 | 1,238 |
| 2   | Cuba           | 19  | 7 | 5 | 27 | 22 | 1,227 |
| 3   | Espanha        | 18  | 6 | 6 | 22 | 26 | 0,846 |
| 4   | Estados Unidos | 16  | 4 | 8 | 20 | 26 | 0,769 |

PTS - pontos, V - vitórias, D - derrotas, SV - sets vencidos, SP - sets perdidos, SA - sets average
| Jogo           | Jogo | Jogo           | Parciais | Parciais | Parciais | Parciais | Parciais | Cidade         |
| Jogo           | Jogo | Jogo           | 1        | 2        | 3        | 4        | 5        | Cidade         |
| -------------- | ---- | -------------- | -------- | -------- | -------- | -------- | -------- | -------------- |
| Espanha        | 0-3  | Brasil         | 7-15     | 12-15    | 9-15     | -        | -        | Barcelona      |
| Espanha        | 3-1  | Brasil         | 15-10    | 15-13    | 8-15     | 15-13    | -        | Girona         |
| Estados Unidos | 3-1  | Cuba           | 8-15     | 15-11    | 15-13    | 15-10    | -        |                |
| Estados Unidos | 3-0  | Cuba           | 15-10    | 15-12    | 15-6     | -        | -        |                |
| Brasil         | 2-3  | Espanha        | 14-16    | 15-8     | 15-9     | 9-15     | 21-23    | São Paulo      |
| Brasil         | 3-0  | Espanha        | 15-7     | 15-4     | 15-7     | -        | -        | São Paulo      |
| Cuba           | 3-1  | Estados Unidos | 14-16    | 15-12    | 15-4     | 15-7     | -        | Havana         |
| Cuba           | 3-1  | Estados Unidos | 15-2     | 8-15     | 15-4     | 15-13    | -        | Havana         |
| Estados Unidos | 1-3  | Brasil         | 14-16    | 12-15    | 17-16    | 2-15     | -        | Minneapolis    |
| Estados Unidos | 3-0  | Brasil         | 15-10    | 15-11    | 15-10    | -        | -        | Saint Paul     |
| Espanha        | 1-3  | Cuba           | 10-15    | 11-15    | 15-6     | 11-15    | -        |                |
| Espanha        | 1-3  | Cuba           | 15-10    | 7-15     | 9-15     | 3-15     | -        |                |
| Cuba           | 1-3  | Brasil         | 15-13    | 15-17    | 5-15     | 10-15    | -        | Havana         |
| Cuba           | 3-2  | Brasil         | 12-15    | 15-10    | 12-15    | 16-14    | 15-12    | Havana         |
| Espanha        | 3-2  | Estados Unidos | 16-14    | 16-14    | 10-15    | 11-15    | 19-17    |                |
| Espanha        | 3-1  | Estados Unidos | 15-6     | 10-15    | 15-10    | 15-3     | -        |                |
| Brasil         | 3-1  | Estados Unidos | 15-9     | 15-12    | 8-15     | 15-10    | -        | Belo Horizonte |
| Brasil         | 3-1  | Estados Unidos | 15-11    | 13-15    | 17-15    | 15-10    | -        | Belo Horizonte |
| Cuba           | 3-1  | Espanha        | 15-4     | 15-8     | 11-15    | 15-8     | -        | Havana         |
| Cuba           | 2-3  | Espanha        | 14-16    | 15-12    | 15-6     | 14-16    | 8-15     | Havana         |
| Estados Unidos | 0-3  | Espanha        | 11-15    | 9-15     | 6-15     | -        | -        |                |
| Estados Unidos | 3-1  | Espanha        | 15-13    | 11-15    | 16-14    | 15-10    | -        |                |
| Brasil         | 3-2  | Cuba           | 15-6     | 6-15     | 15-9     | 16-17    | 15-11    | Rio de Janeiro |
| Brasil         | 0-3  | Cuba           | 11-15    | 4-15     | 8-15     | -        | -        | Rio de Janeiro |

### Grupo B
| Pos | Equipe        | Pts | V  | D  | SV | SP | SA    |
| --- | ------------- | --- | -- | -- | -- | -- | ----- |
| 1   | Itália        | 22  | 10 | 2  | 32 | 12 | 2,666 |
| 2   | Bulgária      | 21  | 9  | 3  | 28 | 17 | 1,647 |
| 3   | Grécia        | 15  | 3  | 9  | 14 | 30 | 0,466 |
| 4   | Países Baixos | 14  | 2  | 10 | 10 | 31 | 0,322 |

PTS - pontos, V - vitórias, D - derrotas, SV - sets vencidos, SP - sets perdidos, SA - sets average
| Jogo          | Jogo | Jogo          | Parciais | Parciais | Parciais | Parciais | Parciais |
| Jogo          | Jogo | Jogo          | 1        | 2        | 3        | 4        | 5        |
| ------------- | ---- | ------------- | -------- | -------- | -------- | -------- | -------- |
| Itália        | 3-0  | Bulgária      | 15-8     | 17-15    | 15-10    | -        | -        |
| Itália        | 0-3  | Bulgária      | 8-15     | 12-15    | 14-16    | -        | -        |
| Países Baixos | 3-0  | Grécia        | 15-11    | 15-12    | 15-8     | -        | -        |
| Países Baixos | 3-1  | Grécia        | 15-10    | 10-15    | 15-8     | 15-8     | -        |
| Bulgária      | 3-1  | Países Baixos | 16-17    | 15-10    | 15-13    | 15-10    | -        |
| Bulgária      | 3-0  | Países Baixos | 15-5     | 15-8     | 15-6     | -        | -        |
| Grécia        | 0-3  | Itália        | 14-16    | 9-15     | 8-15     | -        | -        |
| Grécia        | 0-3  | Itália        | 8-15     | 7-15     | 8-15     | -        | -        |
| Países Baixos | 2-3  | Itália        | 15-10    | 10-15    | 15-11    | 5-15     | 12-15    |
| Países Baixos | 2-3  | Itália        | 15-13    | 15-8     | 6-15     | 15-12    | 12-15    |
| Grécia        | 2-3  | Bulgária      | 12-15    | 12-15    | 15-13    | 15-10    | 15-17    |
| Grécia        | 1-3  | Bulgária      | 15-11    | 14-16    | 9-15     | 9-15     | -        |
| Itália        | 3-0  | Grécia        | 15-5     | 15-4     | 15-2     | -        | -        |
| Itália        | 3-0  | Grécia        | 15-6     | 15-10    | 15-6     | -        | -        |
| Países Baixos | 0-3  | Bulgária      | 8-15     | 10-15    | 4-15     | -        | -        |
| Países Baixos | 1-3  | Bulgária      | 12-15    | 15-13    | 7-15     | 13-15    | -        |
| Bulgária      | 3-2  | Itália        | 15-11    | 15-17    | 16-14    | 11-15    | 15-8     |
| Bulgária      | 1-3  | Itália        | 9-15     | 15-13    | 14-16    | 12-15    | -        |
| Grécia        | 3-2  | Países Baixos | 15-10    | 15-11    | 12-15    | 13-15    | 15-10    |
| Grécia        | 3-1  | Países Baixos | 15-10    | 13-15    | 15-7     | 15-6     | -        |
| Itália        | 3-0  | Países Baixos | 15-8     | 15-8     | 15-3     | -        | -        |
| Itália        | 3-1  | Países Baixos | 15-7     | 16-17    | 15-6     | 15-11    | -        |
| Bulgária      | 3-1  | Grécia        | 15-8     | 15-13    | 11-15    | 15-9     | -        |
| Bulgária      | 0-3  | Grécia        | 10-15    | 13-15    | 14-16    | -        | -        |

### Grupo C
| Pos | Equipe        | Pts | V  | D | SV | SP | SA    |
| --- | ------------- | --- | -- | - | -- | -- | ----- |
| 1   | Rússia        | 22  | 10 | 2 | 34 | 12 | 2,833 |
| 2   | Coreia do Sul | 18  | 6  | 6 | 21 | 24 | 0,875 |
| 3   | Japão         | 16  | 4  | 8 | 18 | 27 | 0,666 |
| 4   | China         | 16  | 4  | 8 | 18 | 28 | 0,642 |

PTS - pontos, V - vitórias, D - derrotas, SV - sets vencidos, SP - sets perdidos, SA - sets average
| Jogo          | Jogo | Jogo          | Parciais | Parciais | Parciais | Parciais | Parciais |
| Jogo          | Jogo | Jogo          | 1        | 2        | 3        | 4        | 5        |
| ------------- | ---- | ------------- | -------- | -------- | -------- | -------- | -------- |
| Japão         | 1-3  | Rússia        | 17-16    | 5-15     | 16-17    | 12-15    | -        |
| Japão         | 1-3  | Rússia        | 15-4     | 6-15     | 10-15    | 3-15     | -        |
| China         | 3-0  | Coréia do Sul | 15-5     | 17-15    | 15-11    | -        | -        |
| China         | 2-3  | Coréia do Sul | 8-15     | 15-4     | 15-10    | 12-15    | 12-15    |
| Coréia do Sul | 1-3  | Rússia        | 8-15     | 10-15    | 15-11    | 9-15     | -        |
| Coréia do Sul | 0-3  | Rússia        | 9-15     | 8-15     | 6-15     | -        | -        |
| China         | 1-3  | Japão         | 15-17    | 11-15    | 15-12    | 11-15    | -        |
| China         | 1-3  | Japão         | 15-6     | 11-15    | 10-15    | 14-16    | -        |
| Coréia do Sul | 3-0  | Japão         | 15-12    | 15-9     | 16-14    | -        | -        |
| Coréia do Sul | 3-1  | Japão         | 15-10    | 3-15     | 15-9     | 15-10    | -        |
| Rússia        | 3-0  | China         | 15-8     | 15-7     | 15-9     | -        | -        |
| Rússia        | 3-0  | China         | 15-11    | 15-8     | 16-14    | -        | -        |
| Coréia do Sul | 3-0  | China         | 15-3     | 15-7     | 15-6     | -        | -        |
| Coréia do Sul | 1-3  | China         | 15-6     | 16-17    | 6-15     | 9-15     | -        |
| Rússia        | 3-1  | Japão         | 14-16    | 15-3     | 15-5     | 15-7     | -        |
| Rússia        | 3-0  | Japão         | 15-13    | 16-14    | 15-2     | -        | -        |
| Japão         | 1-3  | China         | 4-15     | 15-17    | 15-6     | 14-16    | -        |
| Japão         | 3-1  | China         | 13-15    | 15-11    | 16-14    | 15-10    | -        |
| Rússia        | 3-1  | Coréia do Sul | 15-2     | 9-15     | 17-15    | 15-3     | -        |
| Rússia        | 2-3  | Coréia do Sul | 15-12    | 14-16    | 15-13    | 13-15    | 9-15     |
| Japão         | 1-3  | Coréia do Sul | 4-15     | 15-10    | 1-15     | 8-15     | -        |
| Japão         | 3-0  | Coréia do Sul | 15-13    | 15-3     | 15-6     | -        | -        |
| China         | 1-3  | Rússia        | 6-15     | 14-16    | 17-15    | 4-15     | -        |
| China         | 3-2  | Rússia        | 15-10    | 10-15    | 9-15     | 15-3     | 15-13    |

## Fase Final
| Data | Jogo     | Jogo | Jogo          | Parciais | Parciais | Parciais | Parciais | Parciais |                |
| Data | Jogo     | Jogo | Jogo          | 1        | 2        | 3        | 4        | 5        |                |
| ---- | -------- | ---- | ------------- | -------- | -------- | -------- | -------- | -------- | -------------- |
| 4/07 | Itália   | 3-1  | Coréia do Sul | 15-4     | 12-15    | 15-7     | 15-9     | -        | Belo Horizonte |
| 4/07 | Cuba     | 3-0  | Rússia        | 15-9     | 15-8     | 15-5     | -        | -        | Belo Horizonte |
| 4/07 | Brasil   | 3-0  | Bulgária      | 15-5     | 15-8     | 15-13    | -        | -        | Belo Horizonte |
| 5/07 | Bulgária | 3-0  | Coréia do Sul | 15-6     | 15-4     | 15-6     | -        | -        | Belo Horizonte |
| 5/07 | Itália   | 3-0  | Cuba          | 15-13    | 15-10    | 15-9     | -        | -        | Belo Horizonte |
| 5/07 | Brasil   | 3-1  | Rússia        | 15-4     | 13-15    | 15-8     | 15-11    | -        | Belo Horizonte |
| 6/07 | Rússia   | 3-0  | Bulgária      | 15-10    | 15-10    | 15-2     | -        | -        | Belo Horizonte |
| 6/07 | Cuba     | 3-1  | Coréia do Sul | 14-16    | 15-6     | 15-6     | 15-6     | -        | Belo Horizonte |
| 6/07 | Itália   | 3-2  | Brasil        | 15-11    | 10-15    | 15-12    | 10-15    | 15-11    | Belo Horizonte |
| 8/07 | Bulgária | 3-2  | Cuba          | 11-15    | 10-15    | 15-13    | 15-8     | 25-23    | Rio de Janeiro |
| 8/07 | Rússia   | 3-1  | Itália        | 5-15     | 16-14    | 15-13    | 15-7     | -        | Rio de Janeiro |
| 8/07 | Brasil   | 3-0  | Coréia do Sul | 15-10    | 15-5     | 15-12    | -        | -        | Rio de Janeiro |

| Pos | Equipe        | Pts | V | D | SV | SP | SA    | PF  | PS  | PA    |
| --- | ------------- | --- | - | - | -- | -- | ----- | --- | --- | ----- |
| 1   | Brasil        | 7   | 3 | 1 | 11 | 4  | 2,750 | 212 | 146 | 1,452 |
| 2   | Itália        | 7   | 3 | 1 | 10 | 6  | 1,666 | 216 | 182 | 1,186 |
| 3   | Cuba          | 6   | 2 | 2 | 8  | 7  | 1,142 | 210 | 177 | 1,186 |
| 4   | Rússia        | 6   | 2 | 2 | 7  | 7  | 1,000 | 156 | 174 | 0,896 |
| 5   | Bulgária      | 6   | 2 | 2 | 6  | 8  | 0,750 | 169 | 180 | 0,938 |
| 6   | Coreia do Sul | 4   | 0 | 4 | 2  | 12 | 0,166 | 102 | 206 | 0,495 |

PTS - pontos, V - vitórias, D - derrotas, SV - sets vencidos, SP - sets perdidos, SA - sets average, PF - pontos a favor, PS - pontos sofridos, PA - pontos average

### Disputa de 3º lugar
| Data | Jogo | Jogo | Jogo   | Parciais | Parciais | Parciais | Parciais | Parciais |
| Data | Jogo | Jogo | Jogo   | 1        | 2        | 3        | 4        | 5        |
| ---- | ---- | ---- | ------ | -------- | -------- | -------- | -------- | -------- |
| 9/07 | Cuba | 3-2  | Rússia | 15-13    | 15-10    | 14-16    | 11-15    | 15-13    |

### Final
| Data | Jogo   | Jogo | Jogo   | Parciais | Parciais | Parciais | Parciais | Parciais |
| Data | Jogo   | Jogo | Jogo   | 1        | 2        | 3        | 4        | 5        |
| ---- | ------ | ---- | ------ | -------- | -------- | -------- | -------- | -------- |
| 9/07 | Itália | 3-1  | Brasil | 15-12    | 7-15     | 15-9     | 15-12    | -        |

## Classificação Final
| #      | Equipe         |
| ------ | -------------- |
| Gold   | Itália         |
| Silver | Brasil         |
| Bronze | Cuba           |
| 4.     | Rússia         |
| 5.     | Bulgária       |
| 6.     | Coreia do Sul  |
| 7.     | Espanha        |
| 8.     | Japão          |
| 9.     | Grécia         |
| 10.    | Estados Unidos |
| 11.    | China          |
| 12.    | Países Baixos  |

## Prêmios Individuais
| MVP (Most Valuable Player) | Dmitriy Fomin    | Rússia |
| Melhor Atacante            | Gilson Bernardo  | Brasil |
| Melhor Sacador             | Gilson Bernardo  | Brasil |
| Melhor Bloqueador          | Pasquale Gravina | Itália |
| Maior Pontuador            | Dmitriy Fomin    | Rússia |